# Sebastien Dockier
Sebastien Dockier (Bonheiden, 28 december 1989) is een Belgisch hockeyer. 

## Levensloop
Hij was jeugdspeler van 6 tot en met 14 jaar bij Mechelse HC en vervolgens bij Herakles. Bij deze club debuteerde hij als senior. Nadien was hij actief bij Beerschot HC en HC 's-Hertogenbosch. Sinds het seizoen 2020/2021 is Dockier actief bij hockeyclub Pinoké uit Amstelveen in de Tulp Hoofdklasse. Met deze club behaalde hij in 2023 de landstitel.
In 2013 werd hij vice-Europees kampioen met België. In 2016 was hij geselecteerd voor de Olympische Zomerspelen 2016. In Rio de Janeiro haalden de Red Lions zilver.